# Håll dej till höger, Svensson
"Håll dej till höger, Svensson" är en sång skriven av Peter Himmelstrand och inspelad av The Telstars 1967. Sången handlar en man som vänsterprasslar och "vänsterknäcker" där refrängen lyder "Håll dig till höger, Svensson, håll dig till höger, annars slutar det bara med en smäll". Sången skrevs samma år som högertrafikomläggningen och låg på Svensktoppen tre veckor samma år.
"Håll dig till höger, Svensson" vann en särskild musiktävling i TV (i praktiken en extra svensk schlagerfestival) inför högertrafikomläggningen i Sverige 3 september 1967. 
Telstars spelade även in låten på engelska samma år, som "(Isn't it) All right Svensson". Den spelades samma år även in som "Hold dig på måtten, Jensen" av Bjørn Tidmand.

## Listplaceringar
| Lista (1967) | Position          |
| ------------ | ----------------- |
| Sverige      | 5 (Svensktoppen)  |
| Sverige      | 17 (Kvällstoppen) |